# Krasnoselivka
Krasnoselivka (en (ucraïnès): Красноселівка) és un poble de la República Autònoma de Crimea a Ucraïna, que el 2014 tenia 55 habitants. Pertany al districte de Bilogorsk.